# Orosz férfi vízilabda-válogatott
Az orosz férfi vízilabda-válogatott Oroszország nemzeti csapata, amelyet az Orosz Vízilabda Szövetség irányít.
Az orosz válogatott a Szovjetunió felbomlását követően szerepel a vízilabda világversenyeken. Legnagyobb sikerük 1-1 aranyérem a 2002-es világligáról és világkupáról. Ezüstérmet szereztek a 2000-es sydney-i olimpián. Mind e mellett több alkalommal végeztek a dobogó második illetve harmadik fokán a különböző világversenyeken.

## Eredmények

### Olimpiai játékok
| - 1900 — Nem vett részt - 1904 — Nem vett részt - 1908 — Nem vett részt - 1912 — Nem vett részt - 1920 — Nem vett részt - 1924 — 1988 — A Szovjetunió részeként szerepelt. - 1992 — A FÁK színeiben indult - 1996 — 5. hely - 2000 — Ezüstérmes - 2004 — Bronzérmes - 2008 — Nem vett részt - 2012 — Nem jutott be - 2016 – Nem jutott be |

### Világbajnokság
- 1994: Bronzérmes
- 1998: 6. hely
- 2001: Bronzérmes
- 2003: 10. hely
- 2005: 7. hely
- 2007: 7. hely
- 2009: Nem vett részt
- 2011: Nem jutott ki
- 2013: Nem jutott ki
- 2015: 14. hely

### Világliga
| Év   | Helyezés       | Év   | Helyezés     | Év   | Helyezés     |
| ---- | -------------- | ---- | ------------ | ---- | ------------ |
| 2002 | Aranyérmes     | 2007 | Selejtezőkör | 2012 | Selejtezőkör |
| 2003 | Nem vett részt | 2008 | Selejtezőkör | 2013 | 5. hely      |
| 2004 | Nem vett részt | 2009 | Selejtezőkör | 2014 | Selejtezőkör |
| 2005 | 6. hely        | 2010 | Selejtezőkör |      |              |
| 2006 | Selejtezőkör   | 2011 | Selejtezőkör |      |              |

### Világkupa
- 1979 — 1991: A Szovjetunió részeként szerepelt.
- 1993: 5. hely
- 1995: Bronzérmes
- 1997: 4. hely
- 1999: 4. hely
- 2002: Aranyérmes
- 2006: 8. hely
- 2010: Nem vett részt

### Európa-bajnokság
- 1926 — 1991: A Szovjetunió részeként szerepelt.
- 1993: 7. hely
- 1995: 6. hely
- 1997: Bronzérmes
- 1999: 5. hely
- 2001: 5. hely
- 2003: 4. hely
- 2006: 9. hely
- 2008: 10. hely
- 2010: 11. hely
- 2012: nem jutott ki
- 2014: 11. hely
- 2016: 8. hely
- 2018: 7. hely
- 2020: 8. hely